# بريق الأمل
بريق الأمل (الإسبانية : El Cuerpo del Deseo) هو مسلسل تلفزيوني تيلينوفيلا لاتيني أمريكي-كولومبي باللغة الإسبانية أنتج العمل شبكة التلفزيون الأمريكية تيليموندو الناطقة بالإسبانية وتم تصويره في فلوريدا. تدور أحداث هذا المسلسل المحدود حول رجل عاد من الموت ويكتشف أسرارًا مظلمة عن أرملته الجميلة.

## عن المسلسل
القصة تصور بيدرو خوسيه دونوسو (أندريس غارسيا), شيخ ثري يعيش في قصر مع ابنته أنجيلا وخدامه. يقع في حب امرأة شابة رائعة تدعى إيزابيل أرويو ويتزوجها (لورينا روخاس). مات فجأة ، وتزوجت إيزابيل الموظف أندريس كورونا. لكن بيدرو خوسيه دونوسو يعود إلى الأرض من خلال التناسخ: ("انتقال الروح إلى جسد آخر بعد الموت") ، في جسد سلفادور سيرينزا (ماريو سيمارو), رجل عائلة وسيم (لكن فقير). كان سلفادور في الواقع رجلاً فقيرًا عاش مع زوجته كانتاليسيا وابنه مونشو ، لكن روح بيدرو أجبرت روح سلفادور على مغادرة جسد سلفادور ، على الرغم من أن سلفادور لم يمت.
يبحث بيدرو خوسيه عن كل ما فقده ، ويكشف عن الأسرار والحقائق والخداع. في النهاية ، يجب عليه أن يضع الأمور في نصابها وأن ينقذ أولئك الذين أحبوه حقًا ، وأن يستعيد قلب إيزابيل. غير بيدرو اسمه إلى سلفادور ودخل قصره كسائق فقير. تشعر إيزابيل بالانجذاب وتقع في حبه. كلاهما يمارس الجنس عدة مرات ، وتقتل إيزابيل سرا أندريس وتتزوج سلفادور. أنجيلا تتزوج أنطونيو ابن الخادمة أبيجيل. أنطونيو وأنجيلا يحبان بعضهما البعض كثيرًا. يعتقد بيدرو أن وفاته لم تكن طبيعية. يعتقد أن إيزابيل قتلته بإعطائه سم. لم تعطه إيزابيل سمًا في الحقيقة. عندما تكتشف إيزابيل أن سلفادور هي بيدرو ، تطلب منه أن يغفر لها وتقول له الحقيقة. يجتمع بيدرو وإيزابيل ويغادران القصر دون إبلاغ أي شخص. ومع ذلك ، تعتقد عمة إيزابيل ، الآنسة ريبيكا ، أن سلفادور ربما تكون قد أخذت إيزابيل إلى مكان ما حتى يتمكن من قتلها والاستيلاء على ثروتها ، لذلك قامت هي والخادم الشخصي ، والتر ، بإبلاغ الشرطة. تطارد الشرطة بيدرو وإيزابيل. أخبرت إيزابيل بيدرو أنها لا تريد أن تنفصل عنه مرة أخرى ، فقادت السيارة في النهر.
تموت إيزابيل ، لذلك تترك روح بيدرو جسده أيضًا. كلا الروحان تعيشان معًا وترقد في سلام إلى الأبد. ثم تدخل روح سلفادور الحقيقية إلى جسد سلفادور مرة أخرى. دفنت إيزابيل مع بيدرو ، وتعيش سلفادور في قصر بيدرو لمدة ستة أشهر ، لكنها لا تزال تزعج الجميع. يكتشف الجميع حقيقة ترحيل بيدرو والجميع سعداء لأن إيزابيل وبيدرو قد اجتمعا أخيرًا ، لكنهما يريدان التخلص من سلفادور الحقيقي لأنه كان قذرًا للغاية. أخيرًا ، وجدوا كانتاليسيا ومونشو ، وتركوا سلفادور معه. تصبح سلفادور سعيدة للغاية. أيضًا ، أنجيلا أنجبت ابنًا أسموه دون بيدرو.

## وصلات خارجية
- بريق الأمل على موقع IMDb (الإنجليزية)
- بريق الأمل على موقع ميتاكريتيك (الإنجليزية)
- بريق الأمل على موقع فيلمافينيتي (الإسبانية)
- بريق الأمل على موقع كينوبويسك (الروسية)
- بريق الأمل على موقع قاعدة بيانات الفيلم (الإنجليزية)